# L'Incroyable Monsieur X
Pour plus de détails, voir Fiche technique et Distribution.
L'Incroyable Monsieur X (The Amazing Mr. X) est un film noir américain réalisé par Bernard Vorhaus, sorti en 1948.

## Synopsis
Veuve depuis la mort de son mari décédé dans un accident de voiture, Christine Faber s'est réfugiée dans une grande maison vide avec sa sœur Janet. Hantée par son passé heureux, elle semble retrouver le bonheur dans les bras d'un avocat, Martin Abbott, qui s'apprête à lui demander sa main. Un jour, alors qu'elle se promène sur la plage bordant sa propriété après avoir entendu la voix de son époux mort, elle rencontre Alexis, un homme qui lui donne l'impression de tout connaitre de son passé. Il se dit médium et, après une nuit agitée où elle a vu d'étranges manifestations paranormales, Christine décide de se rendre chez lui pour en apprendre davantage. Au grand désarroi de Martin et de Janet, Christine tombe sous la coupe du spirite, qui lui fait croire qu'il peut entrer en contact avec son défunt mari, et ils tentent de le démasquer avec l'aide d'un détective. Pour eux, il n'est qu'un escroc à la petite semaine appâté par le gain mais Janet, à son tour, finit par être convaincue par le charisme du médium et en tombe même amoureuse. Pourtant, le bel Alexis est bien un charlatan manipulateur bien déterminé à arnaquer les deux sœurs. Mais à faire revenir les morts, Alexis va être pris à son propre piège. 

## Fiche technique
- Titre original : The Amazing Mr. X
- Titre français : L'Incroyable Monsieur X
- Réalisation : Bernard Vorhaus
- Scénario : Crane Wilbur, Muriel Roy Bolton et Ian McLellan Hunter
- Montage : Norman Colbert
- Musique : Alexander Laszlo
- Photographie : John Alton
- Société de production : Ben Stoloff Productions
- Société de distribution : Eagle-Lion Films
- Pays de production : États-Unis
- Langue originale : anglais
- Format : noir et blanc - 35 mm - 1,37:1 - Son : Mono
- Genre : film noir
- Durée : 78 minutes
- Date de sortie : 
  - États-Unis : 29 juillet 1948

## Distribution
- Turhan Bey : Alexis
- Lynn Bari : Christine Faber
- Cathy O'Donnell : Janet Burke
- Richard Carlson : Martin Abbott
- Donald Curtis : Paul Faber
- Virginia Gregg : Emily
- Harry Mendoza : Hoffman

## Autour du film
Le titre original du film aux États-Unis était en réalité The Spiritualist et il est sorti en Amérique hispanique comme El Espiritista. Ceci correspond bien au thème du film, qui tourne longtemps autour de la personnalité d'Alexis, faux spirite mais escroc difficilement détectable. Curieusement, le film s'est vu affubler pour l'Europe d'un titre beaucoup moins lié a l'intrigue...